# بچه زرنگ
بچه زرنگ ساخته گروه هنر پویا یک فیلم پویانمایی در ژانر ماجراجویی محصول ۱۴۰۱ ایران به کارگردانی بهنود نکویی، هادی محمدیان و محمدجواد جنتی، نویسندگی علی رمضان و تهیه کنندگی حامد جعفری است. هومن حاجی عبداللهی، جواد پزشکیان، هدایت هاشمی و میرطاهر مظلومی به سرپرستی سعید شیخ‌زاده گروه صداپیشگان فیلم را تشکیل می‌دهند. 
این انیمیشن با بیش از ۲ میلیون مخاطب پربیننده ترین و پرمخاطب ترین انیمیشن حال حاضر ایران میباشد . بچه‌زرنگ ماجراجویی‌های پسربچه‌ای به نام محسن را روایت می‌کند که می‌خواهد مثل ابرقهرمان‌ها به دیگران کمک کند؛ تا اینکه ظاهر شدن  یک ببر، او را به آرزوی همیشگی‌اش، تبدیل شدن به یک ابرقهرمان، نزدیک می‌کند.
این سومین انیمیشن سینمایی گروه هنر پویا بعد از شاهزاده روم (۱۳۹۳) و فیلشاه (۱۳۹۶) محسوب می‌شود. بچه‌زرنگ محصول مشترک گروه هنر پویا و کانون پرورش فکری کودکان و نوجوانان است و با حضور نزدیک به ۲۵۰ نفر از جوانان ایرانی طی سال‌های ۱۳۹۷ تا ۱۴۰۱ در گروه هنر پویا ساخته شده‌است.
بچه‌زرنگ نخستین بار ۱۲ بهمن ۱۴۰۱ در چهل و یکمین جشنواره فیلم فجر به نمایش درآمد و حامد جعفری سیمرغ بلورین بهترین فیلم پویانمایی را برای تهیه کنندگی بچه‌زرنگ دریافت کرد. اکران عمومی آن از ۵ مهر ۱۴۰۲ شروع شد و در اکران عمومی این فیلم در سینماهای مکانیزه ایران به فروش ۶۲٬۵ میلیارد تومانی و در شهرهای بدون سینما به فروش نزدیک به ۷میلیارد تومانی رسید.

## داستان
محسن رحمتی پسر بچه‌ای است که عاشق ابرقهرمان‌های فیلم‌هاست و همیشه تلاش می‌کند تا با وسایل ابرقهرمانی‌اش به هرکس و هر چیزی کمک کند. اما در یک اتفاق نادر، محسن با ببری مواجه می‌شود که از گونهٔ حیوانات منقرض‌شده ایران (ببر مازندران) است و تصمیم می‌گیرد تا به آن حیوان هم کمک کرده و او را به زادگاهش مازندران بازگرداند.

## صداپیشگان
سرپرست گویندگان: سعید شیخ‌زاده
- هومن حاجی عبداللهی
- جواد پزشکیان
- هدایت هاشمی
- میرطاهر مظلومی
- ژرژ پطروسی
- مینا قیاسپور
- مریم رادپور
- تورج نصر
- اردشیر منظم
- مهسا عرفانی
- ابراهیم شفیعی
- نازنین یاری
- علیرضا دیباج
- متانت اسماعیلی
- پویا فهیمی

## تولید
پویانمایی بچه زرنگ توسط گروه هنر پویا تولید شده‌است و کانون پرورش فکری کودکان و نوجوانان و گروه هنر پویا به عنوان تنها سرمایه‌گذاران این فیلم سینمایی معرفی شده‌اند.
حامد جعفری تهیه‌کننده این اثر سینمایی گفت کار تولید این پویانمایی از اوایل سال ۹۷ شروع شده‌است و ایده‌پردازی این پویانمایی ۸ ماه به طول انجامید؛ اما به دلیل شیوع کرونا وقفه‌ای در آن ایجاد شد. به گفته جعفری این پویانمایی در دو نسخه تولید شده‌است. نسخه اول آن، ایرانی و برای کشورهای مسلمان و نسخه دیگر هم برای کشورهای غیرمسلمان است.
در دوبلهٔ بچه زرنگ، بیش از ۱۰۰ کاراکتر انسانی و حیوانی در کنار تنوع و تعدد اقلیمی لوکیشن‌ها و پلان‌ها حضور دارند. امیر توسلی سازندهٔ موسیقی متن فیلم است و مدیریت تولید را اسماعیل کراری به عهده داشته است. تدوین بچه‌زرنگ را حسن ایوبی انجام داده و کار طراحی و ترکیب صدا بر دوش حسین ابوالصدق بوده است.
به گفته مدیر عامل گروه هنر پویا، طراحی انیمیشن بچه‌زرنگ از مدل‌های موفق کمپانی‌های مطرح دنیا ایده گرفته شده و هدف این پروژه «یک گام مهم و رو به جلو در عرصه تکمیل زنجیره شخصیت پردازی برای مخاطبان کودک و نوجوانان است». در همین راستا در حوزه نشر و اسباب بازی تعداد ۴۰۰ محصول برگرفته از این اثر طراحی شده‌است.

## انتشار
نسخه‌ای از پویانمایی سینمایی بچه زرنگ برای نخستین بار در چهارمین روز از چهل و یکمین دوره جشنواره بین‌المللی فیلم فجر به نمایش درآمد.
فیلمیران مسئول پخش این انیمیشن است و از مهرماه ۱۴۰۲ به اکران عمومی درآمد. قرارداد اکران انیمیشن سینمایی بچه زرنگ به کارگردانی بهنود نکویی، هادی محمدیان و محمدجواد جنتی و تهیه‌کنندگی حامد جعفری با پخش فیلمیران به سرگروهی پردیس کورش ثبت شد.

### پخش در اسرائیل
این انیمیشن با نام «ببر سخنگو» در سینماهای کودک اسرائیل اکران شد. نسخه خارجی فیلم «محصول کشور مالزی» معرفی شد و شخصیت ببر داستان نیز به عنوان «ببر مالزی» معرفی شده است. انتشار این فیلم در اسرائیل واکنش هایی را برانگیخت. شرکت پخش‌کننده فیلم مجبور به واکنش شد و ایرانی بودن این محصول را زیر سؤال برد. شرکت پخش محصولات سینمایی با نام «رد کیپ» در واکنش به جنجال ایجادشده تأکید کرد که یک شرکت فرانسوی که در کار توزیع فیلم شهرت دارد، این انیمیشن را از مالزی خریداری کرده است. این شرکت در بیانیه خود همچنین اشاره کرده است که مالزی به خاطر خدمات انیمیشن خود در جهان آوازه دارد و شرکت‌های بسیاری در اروپا و آمریکا به همکاری با آن علاقه دارند. «رد کیپ» بدون اشاره به نام ایران در ساخت انیمیشن افزوده است که فیلمی را خریداری کرده است که بیش از ۱۵میلیون دلار در گیشه جهانی فروش داشته و ادعاهای مطرح‌شده در حد توهم است که ریشه در عدم درک از نحوه توزیع و اکران فیلم‌ها در اسرائیل دارد. شبکه ۱۲ تلویزیون اسرائیل نوشت فیلم ایرانی که درآمد آن برای غزه است، در اسرائیل به روی اکران است. سایت «سروگیم» اکران فیلم ایرانی در اسرائیل را باعث «حیرت» نامید. مجری شبکه افق به این موضوع واکنش نشان داد و گفت: «صهیونیست ها رو دست خوردند.» روزنامه فرهیختگان نوشت: «بچه زرنگ قبل از موشک‌ها به تل‌آویو رسید»

## تغییر کارگردان
این اثر در ابتدا با تهیه کنندگی حامد جعفری و کارگردانی هادی محمدیان معرفی شد اما در ادامه سازمان سینمایی بهنود نکویی را به عنوان کارگردان اثر معرفی کرده و پروانه ساخت نیز به اسم وی صادر شد. هادی محمدیان دلایل انصراف از کارگردانی بچه زرنگ را دلایل شخصی عنوان کرد. محمدیان اظهار داشت بر اساس توافقات صورت گرفته بنا شد نام وی به عنوان کارگردان اثر در تیتراژ فیلم ذکر شود اما در اخبار و رسانه‌ها نامی از او در میان نباشد.

## بازخوردها

### گیشه
بچه‌زرنگ در سینماهای ایران توانست نزدیک به ۷۰ میلیارد تومان فروش داشته باشد.

### جوایز

#### جشنواره فیلم فجر
| چهل و یکمین جشنواره فیلم فجر | ۲۲ بهمن ۱۴۰۱ | [ ۲۰ ] [ ۲۱ ] |                     |                                        |          |
| چهل و یکمین جشنواره فیلم فجر | ۲۲ بهمن ۱۴۰۱ | [ ۲۰ ] [ ۲۱ ] | بهترین تدوین        | حسن ایوبی                              | نامزدشده |
| چهل و یکمین جشنواره فیلم فجر | ۲۲ بهمن ۱۴۰۱ | [ ۲۰ ] [ ۲۱ ] | بهترین موسیقی متن   | امیر توسلی                             | نامزدشده |
| چهل و یکمین جشنواره فیلم فجر | ۲۲ بهمن ۱۴۰۱ | [ ۲۰ ] [ ۲۱ ] | بهترین صداگذاری     | حسین ابوالصدق                          | نامزدشده |
| چهل و یکمین جشنواره فیلم فجر | ۲۲ بهمن ۱۴۰۱ | [ ۲۰ ] [ ۲۱ ] | بهترین فیلمنامه     | علی رمضان                              | نامزدشده |
| چهل و یکمین جشنواره فیلم فجر | ۲۲ بهمن ۱۴۰۱ | [ ۲۰ ] [ ۲۱ ] | بهترین کارگردانی    | بهنود نکویی هادی محمدیان محمدجواد جنتی | نامزدشده |
| چهل و یکمین جشنواره فیلم فجر | ۲۲ بهمن ۱۴۰۱ | [ ۲۰ ] [ ۲۱ ] | بهترین فیلم         | حامد جعفری                             | نامزدشده |
| چهل و یکمین جشنواره فیلم فجر | ۲۲ بهمن ۱۴۰۱ | [ ۲۰ ] [ ۲۱ ] | بهترین فیلم انیمیشن | حامد جعفری                             | برنده    |

- برنده جایزه ویژه هیئت داوران از پنجاه و سومین جشنواره بین‌المللی فیلم رشد[۲۲]

## جستار های وابسته
- فیلشاه
- گروه هنر پویا
- حامد جعفری